# پوگی دل ساسو
پوگی دل ساسو (به ایتالیایی: Poggi del Sasso) یک منطقهٔ مسکونی در ایتالیا است که در چینیجیانو واقع شده‌است. پوگی دل ساسو ۹۸ نفر جمعیت دارد و ۳۴۹ متر بالاتر از سطح دریا واقع شده‌است.